# Alfarnatejo
Alfarnatejo là một đô thị trong tỉnh Málaga, cộng đồng tự trị Andalusia Tây Ban Nha. Đô thị này có diện tích là 20 ki-lô-mét vuông, dân số năm 2009 là 538 người với mật độ 26,9 người/km². Đô thị này có cự ly 50 km so với tỉnh lỵ Málaga.